# Лилло-Стенберг, Ларс
Ларс Лилло-Стенберг (норв. Lars Lillo-Stenberg, род. 30 июня 1962, Осло) — норвежский рок-музыкант, певец и автор песен. Фронтмен и вокалист рок-группы deLillos. Наиболее известен благодаря наивным текстам и характерным интерпретациям песен.

## Биография
Родился 30 июня 1962 года в Осло в семье актёров Пера Лилло-Стенберга и Метте Ланге-Нильсен.
В 1984 году вместе с басистом Ларсом Фредриком Бекстремом и Руне Линдстрёмом, а затем барабанщиком Ойстейном Пааше и гитаристом Ларсом Лундеваллом, он образовывает группу deLillos. Он также играет в группе Young Neils и ведёт сольную карьеру.
Осенью 2006 года Лилло-Стенберг и его жена Андрин Сетер подали в суд на журнал Se og Hør и журналиста Андерса Йохана Ставсенга за нарушение конфиденциальности в связи с тем, что журнал делал фотографии во время свадьбы и печатал их. 23 ноября окружной суд Осло постановил, что журнал нарушил частную жизнь, и присудил паре в общей сложности 150 000 норвежских крон в качестве компенсации, а также возместил ей судебные издержки. Позже приговор был обжалован журналом в Апелляционном суде Боргартинга, но журнал вновь проиграл дело паре, выигравшей дело и получившей такую же компенсацию, что и в районном суде. Журнал вновь обжаловал приговор в Верховном суде и был оправдан. В результате Ларс Лилло-Стенберг и Андрин Сетер проиграли дело против Se og Hør.
В 2018 году написал дебютную книгу «Нини», посвящённую биографии его подруги детства Нини Столтенберг.

## Дискография
- 1994: Live, Ormelet sommeren 93
- 1996: Å, var jeg en sangfugl
- 1999: The Freak
- 2000: Oslo
- 2004: Synger Prøysen uten lov
- 2006: Lars Lillo-Stenberg synger Prøysen
- 2007: Følg oss hjem, Ole Paus
- 2013: Lars Lillo-Stenberg synger Munchs hjerteblod
- 2020: From the Beginning

## Награды
- 1994: Kardemommestipendiet
- 1997: Художественная премия города Осло
- 2006: Skjæraasenprisen
- 2006: Prøysenprisen
- 2009: Tekstforfatterfondets ærespris
- 2018: Medaasprisen